# Modèle de Maxwell
Le modèle de Maxwell décrit un matériau viscoélastique, c'est-à-dire ayant à la fois des propriétés élastiques et visqueuses. Ce modèle fut proposé par James Clerk Maxwell en 1867.

## Définition

Représentation schématique du modèle de Maxwell.

Le modèle de Maxwell est représenté par un amortisseur purement visqueux et un ressort hookéen mis en série comme l'indique le schéma ci-contre. Dans cette configuration, lorsqu'une contrainte axiale est appliquée, la contrainte totale {\displaystyle {\sigma _{Total}}} et la déformation totale {\displaystyle {\gamma _{Total}}} sont définies de la manière suivante :
{\displaystyle {\sigma _{Total}}={\sigma _{A}}={\sigma _{R}}}
{\displaystyle {\gamma _{Total}}={\gamma _{A}}+{\gamma _{R}}}
où l'indice A désigne l'amortisseur et l'indice R le ressort.
Les contraintes de l'amortisseur et du ressort sont données respectivement par :
{\displaystyle \sigma _{A}=\eta {\dot {\gamma }}}
{\displaystyle \sigma _{R}=E\gamma }
où {\displaystyle E} est le module d'élasticité associé au ressort et {\displaystyle \eta } le coefficient de viscosité associé à l'amortisseur représentant un fluide newtonien.
Dérivons la déformation totale par rapport au temps :
{\displaystyle {\frac {d\gamma _{Total}}{dt}}={\frac {d\gamma _{A}}{dt}}+{\frac {d\gamma _{R}}{dt}}={\frac {\sigma }{\eta }}+{\frac {1}{E}}{\frac {d\sigma }{dt}}}
En notant la dérivée temporelle par un point, l'équation précédente se réécrit :
{\displaystyle {\frac {\dot {\sigma }}{E}}+{\frac {\sigma }{\eta }}={\dot {\gamma }}}.
En multipliant cette équation par {\displaystyle \eta },
{\displaystyle \tau {\dot {\sigma }}+\sigma =\eta {\dot {\gamma }}}
on a fait apparaître le temps de relaxation de Maxwell :
{\displaystyle \tau ={\frac {\eta }{E}}}.
La solution générale de l'équation de Maxwell s'écrit :
{\displaystyle \sigma (t)={\frac {\eta }{\tau }}\int _{-\infty }^{t}exp(-(t-t')/\tau ){\dot {\gamma }}(t')dt'}.
Le module de relaxation de la contrainte dans le cadre de ce modèle s'écrit :
{\displaystyle G^{*}=G'+iG''}
avec
{\displaystyle G'={\frac {E\omega ^{2}\tau ^{2}}{1+\omega ^{2}\tau ^{2}}}}
{\displaystyle G''={\frac {E\omega \tau }{1+\omega ^{2}\tau ^{2}}}}
On peut remarquer que 
{\displaystyle \left(G'-{\frac {E}{2}}\right)^{2}+G''^{2}={\frac {E^{2}}{4}}}
est l'équation d'un cercle. Ainsi, la représentation de {\displaystyle G''} en fonction de {\displaystyle G'}, dite représentation de Cole-Cole, est un demi cercle. 
Remarque : la mise en parallèle d'un ressort et d'un amortisseur donne le modèle de Kelvin-Voigt.

## Modèle de Maxwell généralisé
Le modèle de Maxwell généralisé consiste à mettre en parallèle un nombre N fini d'éléments de Maxwell. Chacun de ces éléments répond aux relations énoncées ci-dessus. La contrainte totale est la somme des contraintes de chaque élément :
{\displaystyle \sigma (t)=\sum _{i=0}^{N}\sigma _{i}(t)=\sum _{i=0}^{N}{\frac {\eta _{i}}{\tau _{i}}}\int _{-\infty }^{t}exp(-(t-t')/\tau _{i}){\dot {\gamma }}(t')dt'}.
Dans ce cas, le fluide ne comporte pas qu'un seul temps de relaxation, mais une collection {\displaystyle \{\tau _{i}\}}.
Cette équation peut se réécrire de la manière suivante :
{\displaystyle \sigma (t)=\int _{-\infty }^{t}G(t-t'){\dot {\gamma }}(t')dt'}
où on a défini le module de relaxation des contraintes de cisaillement :
{\displaystyle G(t)=\sum _{i=0}^{N}{\frac {\eta _{i}}{\tau _{i}}}exp(-t/\tau _{i})}.